# Mirovo, Veliko Tărnovo
Mirovo (în bulgară Мирово) este un sat în comuna Strajița, regiunea Veliko Tărnovo,  Bulgaria. 

## Demografie
Componența etnică a satului Mirovo
     Bulgari (62,64%)
     Turci (8,04%)
     Nicio identificare (29,31%)
     Altele (0%)
La recensământul din 2011, populația satului Mirovo era de 174 locuitori. Din punct de vedere etnic, majoritatea locuitorilor (62,64%) erau bulgari, cu o minoritate de turci (8,04%). Pentru 29,31% din locuitori nu este cunoscută apartenența etnică.